# FH (航空機)
FH ファントム
飛行するFH-1 111793号機
(VMF-122戦闘飛行隊所属、1949年2月17日撮影）
- 用途：戦闘機
- 分類：艦上戦闘機
- 製造者：マクダネル・エアクラフト社
- 運用者

  -  アメリカ合衆国
    -  アメリカ海軍
    -  アメリカ海兵隊
- 初飛行：1945年1月26日[1]
- 生産数：62機
- 生産開始：

  - 1944年（XFH-1）
  - 1947年（FH-1）
- 運用開始：1947年8月
- 退役

  - 1949年（アメリカ海軍・海兵隊）
  - 1954年6月（アメリカ海軍予備役）
- 運用状況：退役
- 派生型：F2H バンシー

FH ファントム（McDonnell FH Phantom）は、アメリカ合衆国のマクダネル社が開発し、アメリカ海軍や海兵隊で運用されたジェット推進の艦上戦闘機。
愛称の「ファントム(phantom)」は、幽霊・妖怪・亡霊（など、総じて原義としては「正体の判らない怪しい存在」）の意。1945年1月に初飛行した世界初の実用ジェット艦上戦闘機である。

## 概要
ジェットエンジンの研究が進展するにつれ、アメリカ海軍はジェット戦闘機を装備・運用することを検討するようになった。そのため、第二次世界大戦中の1943年8月30日にマクドネル社へジェット艦上戦闘機の試作発注を行った。
マクドネル社は1939年に設立されたばかりの新興メーカーであり、いくつもの斬新、もしくは奇抜なアイデアを持ってはいたものの、決して技術力の高い企業ではなかった。にもかかわらずマクドネル社に発注が行われたのは、戦争中のため他の有力航空メーカーの開発・生産力を削がずに済ませるため、リスクの大きいジェット戦闘機の開発を新参・中小のメーカーに配分したという意味合いが大きい。
発注時はXFD-1の名称であったが、Dの略号はダグラス社と重なるため、1947年6月6日にFH-1に名称変更されている。

## 開発・運用

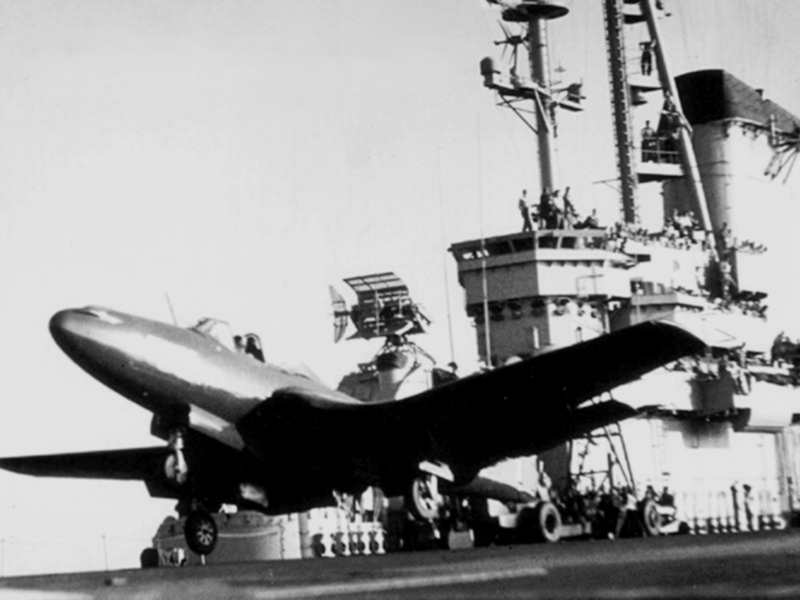
「フランクリン・D・ルーズベルト」より発艦するFH-1
1946年7月21日の撮影

FHの開発においては、そのアウトラインの策定までに様々な案が検討され、8基の小径エンジン（直径241mmのもの）を使用する案や同じく6基の小型エンジンを使用する案も検討された。これは開発当初は充分な推力を持ったジェットエンジンが開発されていなかったためで、1943年に入るとウェスティングハウス社により開発されたX19Aターボジェットエンジンの推力が充分なものであることが実証され、これにより最終的に2基のエンジンを翼付け根の胴体側面に装備する双発機案が採用された。
機体は、葉巻型の胴体に低翼配置・直線翼の主翼を持つ、黎明期のジェット戦闘機としてはオーソドックスなものである。上記のようにエンジンはウェスティングハウス・エレクトリック社が開発したターボジェットエンジンを2基、主翼付け根に装備している。武装は、機首に12.7mm機関銃4門を搭載している。
試作初号機は1945年1月に完成したが、ウェスティングハウスX19B-2Bジェットエンジンが1基しか届かず、当初は各種地上試験を行うのみであった。しかし、1月26日に1基のエンジンだけを装備して初飛行を行った。1945年3月7日にFD-1として100機の量産機発注を受けたが、戦争が終結したため発注は60機に減少された。その後、二基のエンジンを搭載した完全形として飛行試験は順調に続けられ、1946年7月21日には、アメリカの純粋なジェット戦闘機として初めて、航空母艦「フランクリン・D・ルーズベルト」での運用試験に成功している。
実は1945年11月6日にはライアン FR ファイアボールは前部のレシプロエンジンが作動不良になり後部のターボジェットだけを用いて護衛空母ウェーク・アイランドに着艦を行っている。
1947年1月より量産機の製造が開始され、量産型はウェスティングハウスJ30-WE-20エンジンを使用し、試作型より大幅に出力が向上している。1947年7月よりアメリカ海軍VF-17A航空隊に配備が開始され、アメリカ海兵隊のVMF-122及びVMF-311航空隊でも使用された。
その後はより完成度の高いF9Fパンサーの配備により練習機的な扱いを受け、1949年には実戦部隊からは引き揚げられ、1950年代の半ばまでに全機退役している。

## 諸元

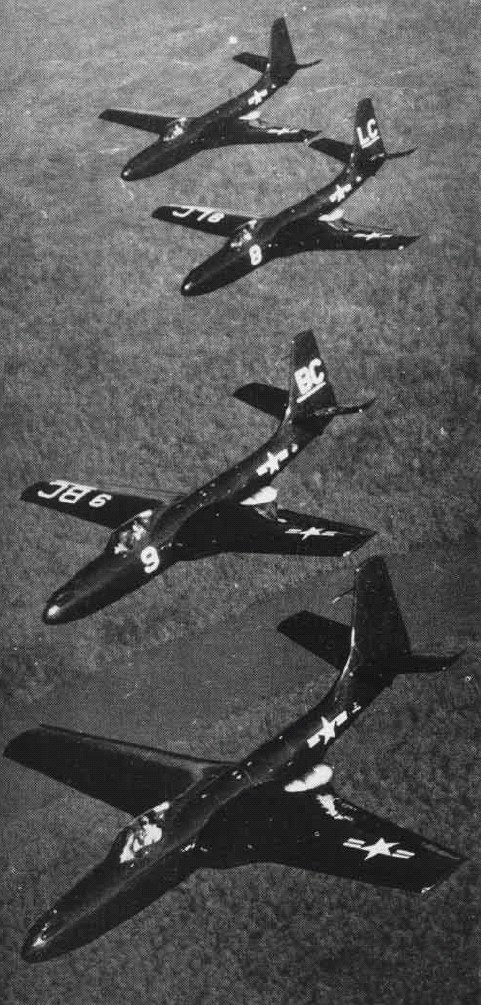
編隊を組んで飛行するFH-1

| 機体名       | XFD-1 ⇒ FD-1 ⇒ FH-1                                             |
| 全長         | 38ft 9.5in (11.82m)                                             |
| 全幅         | 40ft 9.3in (12.43m) → 16ft 2.5in (4.94m) ※主翼折り畳み時        |
| 全高         | 14ft 2in (4.32m) → 16ft 10.5in (5.14m) ※主翼折り畳み時          |
| 翼面積       | 273.74ft² (25.43m²)                                             |
| 空虚重量     | 6,480lbs (2,939kg)                                              |
| 総重量       | 9,820lbs (4,454kg) ⇒ 10,035lbs (4,552kg)                        |
| 燃料         | 375gal (1,420L)                                                 |
| エンジン     | ウェスティングハウス 19XB-2B ⇒ J30-WE-20 (推力：7.12kN) ×2      |
| 最高速       | 479mph/S.L. (771km/h 海面高度) ⇒ 500mph/S.L. (805km/h 海面高度) |
| 上昇力       | 4,230ft/m S.L. (22.49m/s 海面高度)                              |
| 実用上昇限度 | 41,100ft (12,527m)                                              |
| 航続距離     | 980st.mile (1,577km) ※1×295galタンク搭載時                      |
| 武装         | AN/M2 12.7mm機関銃×4 (各門400発)、HVAR×8                        |

## 現存する機体
| 型名 | 番号       | 機体写真 | 国名                    | 所有者             | 公開状況 | 状態     | 備考 |
| ---- | ---------- | -------- | ----------------------- | ------------------ | -------- | -------- | ---- |
| FH-1 | 111759     |          | アメリカ ワシントンD.C. | 国立航空宇宙博物館 | 公開     | 静態展示 |      |
| FH-1 | 111768 456 | 写真     | アメリカ アリゾナ州     | ピマ航空宇宙博物館 | 公開     | 静態展示 |      |
| FH-1 | 111793 45  |          | アメリカ フロリダ州     | 国立海軍航空博物館 | 公開     | 静態展示 |      |